# Лопатенський історико-природничий музейний комплекс
Лопатенський історико-природничий музейний комплекс — меморіальний комплекс, який складається з музею, пам'ятної алеї, кургану, а також землянок різного призначення. 

## Історична довідка
Друга  світова війна 1939—1945 рр. залишила глибокий слід в історії людства з мільйонами людських втрат, болю, винищення і спустошення цілих держав. Під час Другої світової війни на території цуманських лісів було розгорнуто радянський партизанський та український націоналістичний повстанський рух проти нацизму. Повстанські та радянські партизанські загони контролювали значну частину окупованих територій і перешкоджали постачанню техніки і продовольства для німецьких військ.
В урочищі Лопатень у 1941—1942 роках діяла група місцевих партизан під керівництвом жителя села Клубочин Олександра Філюка, а з весни 1943 року базується радянський партизанський загін під командуванням полковника Д. М. Медведєва. В межах п'яти кілометрів із заходу на північний схід від урочища Лопатень 1943 року перебували партизанські загони М. Прокоп'юка, Г. Балицького, В. Карасьова і Л. Магомета із з'єднання А. Бринського. З 1943 року цуманський ліс став прихистком як для радянських партизанських загонів, так для новостворених загонів УПА.

## Дата відкриття
20 серпня 1967 року з ініціативи учасників тих подій та увічнення пам'яті загиблих, що воювали і загинули в тилу ворога, відкрили Лопатенський меморіальний комплекс та музею партизанської слави (нині Лопатенський історико-природничий музейний комплекс).
На території 12 гектарів розміщені: землянки, партизанська піч, пристрій для виготовлення саморобних мін, могила загиблих партизан, обеліск всім живим і загиблим в Другій світовій війні та історичний музей з експозицією «Наш край в роки Другої світової війни», в якому представлено експозицію зброї, різноманітних карт і особистих речей партизан. Усе це належало окремим партизанським загонам, що базувалися у Цуманських лісах.

## Автори
Автором Лопатенського меморіалу був народний художник, скульптор Я.Чайка. Авторами експозиції музею на двох поверхах були працівники Волинського краєзнавчого музею. Використовувались матеріали із фондів Волинського краєзнавчого музею.

## Сьогодення

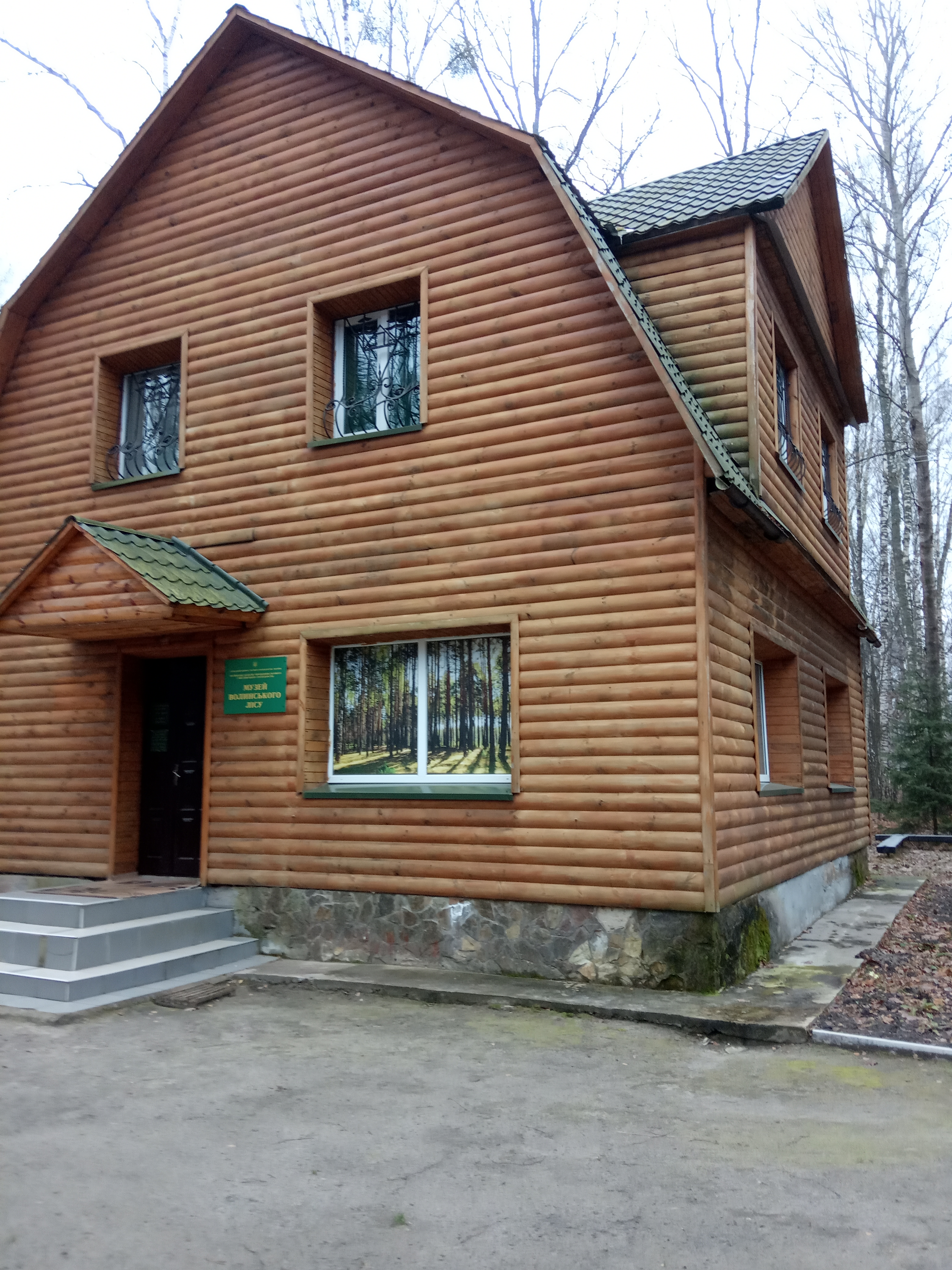
Музей "Історії Волинськоголісу" та "Наш край в роки Другої світової війни"

2008 року повністю оновлено територію комплексу та додатково відкрито музей історії Волинського лісу. Експозиція музею знайомить із історією нашого Волинського лісу зі стародавніх часів і до наших днів. Напрацьована територія до музею: екологічна стежка, хата лісника XIX століття, у якій експонується пасіка, гриб-вода, альтанки для відпочинку.
Так як територія комплексу має подвійне призначення, рішенням сесії Ківерцівської районної ради від 8 вересня 2016 року Лопатенський музей партизанської слави перейменований в комунальний заклад «Лопатенський історико-природничий музейний комплекс».
Сьогодні працюють два музеї. Природничий «Історії Волинського лісу» знайомить із історією Волинського лісу зі стародавніх часів і до наших днів. Історичний «Наш край в роки Другої світової війни» ознайомить з подіями Другої світової війни на території краю. Комплекс знаходиться в центрі Ківерцівського національного природного парку «Цуманська пуща».